# 1452 км (зупинний пункт)
1452 км (колишня назва — Платформа фірми ЕСПО) — пасажирський залізничний зупинний пункт Кримської дирекції Придніпровської залізниці на електрифікованій лінії Джанкой — Севастополь між зупинним пунктом Платформа 1450 км (3 км) та станцією Сімферополь-Вантажний (2 км). Розташований на території, прилеглій до садівничого господарства, поблизу села Маленьке Сімферопольського району Автономної Республіки Крим. 

## Пасажирське сполучення
На Платформі 1452 км зупиняються приміські електропоїзди сполученням Сімферополь — Джанкой / Солоне Озеро.